# Сан Мартино ди Финита
Сан Мартино ди Финита (итал. San Martino di Finita) је насеље у Италији у округу Козенца, региону Калабрија.
Према процени из 2011. у насељу је живело 453 становника. Насеље се налази на надморској висини од 502 м.

## Становништво
Према резултатима пописа становништва 2011. у општини је живело 1.207 становника.
| 1931. | 1936. | 1951. | 1961. | 1971. | 1981. | 1991. | 2001. | 2011. |
| ----- | ----- | ----- | ----- | ----- | ----- | ----- | ----- | ----- |
| 2.198 | 2.396 | 2.526 | 2.095 | 1.576 | 1.369 | 1.317 | 1.294 | 1.207 |